# Rhynchosia elegans
Rhynchosia elegans är en ärtväxtart som beskrevs av Achille Richard. Rhynchosia elegans ingår i släktet Rhynchosia och familjen ärtväxter. Inga underarter finns listade i Catalogue of Life.